# Dipodomys microps
Dipodomys microps — вид гризунів родини Heteromyidae. Існує 13 підвидів. Листя солончаку є основним харчовим компонентом, який потребує спеціальної фізіології для видалення солі, утримуючи воду.

## Опис
Довжина їхнього тіла від 100 до 116 мм, а хвости, які довший за тіло, коливаються від 136 до 190 мм. Їхні задні лапи коливаються в межах 40-45 мм, а передні кінцівки набагато коротші. Самці, як правило, трохи більші за самиць. Їхня спина може варіюватися від піщано-коричневого, сіро-коричневого до блідо-жовтого, живіт білий, а боки варіюються від жовтого до жовто-сірого. Вони мають «чубасті» хвости, які коричневі з білими смужками з боків, а пучок на кінці хвоста темно-коричневий з розкиданими білими волосками. Вони мають великі округлі двоколірні вуха. Їхні різці є унікальними і використовуються для їх ідентифікації, вони сплощені спереду та широкі.